# RED (2010.)

RED (engl. RED) je američka akcijska komedija redatelja Roberta Schwentkea iz 2010. godine o bivšim agentima CIA-e. 

## Radnja
Frank Moses (Bruce Willis) bivši je agent CIA koji je sada mirno uživa u svojoj zasluženoj mirovini. Svaki put kada mu dođe račun za struju, on ga zanemari i zove banku da bi rekao kako račun još nije stigao. Tako upoznaje djevojku Sarahu (Mary-Louise Parker).
Jednu noć u kuću mu upada specijalna polica, a on bježi i sastaje se sa Sarahom (koju prvi puta vidi). U međuvremenu, u stanu Joa Mathesona (Morgan Freeman) pronađen je nered, a njegha proglase mrtvim.
Frank i Sarah dolaze do sasznanja kako je kineska novinarka imala opširan popis agenata koji su 1981. u jednom selu u Gvatemali počinili masakr. Na tom popisu je i Frankovo ime. Oni tada odlaze kod čudnog Frankovog kolege Marvina (John Malkovich) koji vadi dosje o toj misiji i pronašao kako je Gabriel Singer (James Remar), još jedan kolega jedino živ. Nepoznati počinitelji ubiju Gabriela i napadaju trojku (Franka, Sarahu i Marvina). Nakon uspješne obrane odlaze u rusko veleposlanstvo kako bi stupili u kontakt s Ivanom Simonovim (Brian Cox), bivšim agentom KGB-a kako bi dobio informacije o zaštitnom sistemu CIA-ne zgrade.
Svo to vrijeme CIA vodi istragu baš o Franku i ostalim agentima za vrijeme masakra u Gvatemali. Agent William Cooper (Karl Urban), jedan je od vođa istrage, odlazi u arhiv i saznaje kako je Frankov dosje označen s RED ( Retired Extremely Dangerous tj. Umirovljen iznimno opasan).
Frank i Sarah dolaze u CIA-u i saznaju kako je skoro cijelo izvješće o Gvatemali cenzurirano, uzimaju izvješće i odlaze. Frank odlazi u svoj bivši ured i ugleda Coopera kako kopa po njegovom uredu i napade ga. Nakon borbe uspiju se izvući van gdje ih Marvin čeka u kolima Hitne pomoći. U vozilu se nalazi i Joe Matheson za kojeg su mislili da je mrtav.
Zatim odlaze kod Victorie (Helen Mirren), bivše agentice MI6-a te otkrivaju kako je u pozadini bio ilegalni preprodavač oružja Alexander Dunning (Richard Dreyfuss).
Zatim svi odlaze kod Alexandra (obučeni kao neka strana delegacija) kako bi otkrili više o tome. CIA u međuvremenu također otkrivaju da su umirovljeni kolege kod njega te okružuju Alexandrovu kuću.
Aleksandar kaže kako je sve to radio kao bi osigurao novac za kandidaturu potpredsjednika SAD-a za predsjednika te svi (osim Aleksandra kojeg su svezali za uredsku stolicu i Joa, koji je ubijen glumeći Franka koji se predaje CIA-i) odlaze i bježe od agenata CIA-e. U tom bijegu Sarah biva uhvaćena, a Ivan dolazi sa službenim vozilom ambasade po Franka, Marvina i Victoriu (u koju je nesretno zaljubljen). 
Sarah u središtu CIA-e, po naredbi šefice Cynthie Wilkes (Rebecca Pidgeon)) biva zadržana kao taokinja.
Ekipa u međuvremenu isplaniraju kako oteti potpredsjednika na turneji. Kada ga otmu Frank dogovori razmjenu taoca, potpredsjednika za Sarahu. 
Na razmjeni se pojavljuje i Aleksandar i šefica CIA-e te priznaju kako masakra u Gvatemali uopće nije bilo te su htjeli eliminirati RED-ovce, a Victoria i Marvin isti čas ubiju Aleksandra i šeficu CIA-e.

## Uloge
- Bruce Willis- Frank Moses; umirovljeni agent CIA-e
- Mary-Louise Parker-Sarah Ross; službenica u banki
- John Malkovich-Marvin Boggs; paranoični umirovljeni agent CIA-e; ljubitelj vatrenog oružja i mrzitelj novih tehnologija
- Morgan Freeman-Joe Matheson; umirovljeni agent CIA-e; stručnjak za prerušavanje i za uklanjanje dokaza
- Helen Mirren-Victoria, umirovljena agentica MI6-a; precizna snajperistica
- Brian Cox-Ivan Simopnov; umirovljeni agent KGB-a; sada visoko pozicionirani dužnosnik u veleposlanstvu
- Karl Urban- William Cooper; agent CIA-e
- Rebecca Pidgeon-Chyntia Wilkes
- Richard Dreyfuss-Alexander Dunning

## Nagrade[2]
- Film je bio nominiran za nagradu Zlatni globus u kategoriji za najbolji mjuzikl ili komediju.
- John Malkovich je bio nominiran za Nagradu Saturn u kategoriji za najbolju mušku sporednu ulogu, a Helen Mirren u kategoriji za najbolju žensku sporednu ulogu.